# Walter Grimshaw

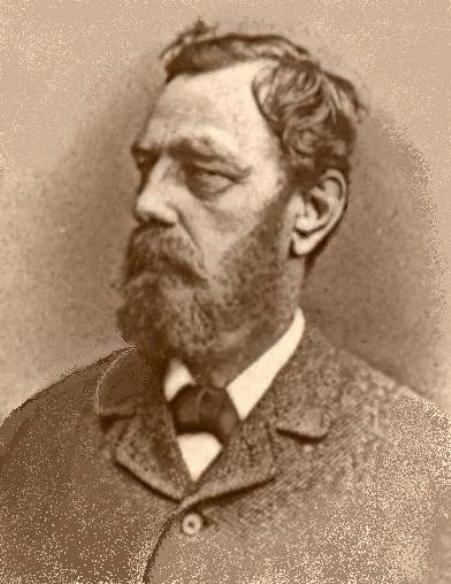
Walter Grimshaw, ca. 1880

Walter Grimshaw (* 12. März 1832 in Dewsbury; † 27. Dezember 1890 in Whitby) war ein britischer Komponist von Schachaufgaben. Er gewann 1854 ein Turnier im Komponieren von Schachproblemen, das als erstes Problemturnier der Schachgeschichte gilt. Sein Name steht für eine geläufige Schnittpunktkombination, die Grimshaw-Verstellung. Grimshaw, von Beruf Pfandleiher, veröffentlichte von seinem 17. Lebensjahr an zahlreiche Probleme in der Schachspalte der Illustrated London News, die von Howard Staunton redigiert wurde, sowie in Stauntons The Chess Player’s Chronicle, eine der ersten reinen Schachzeitschriften der Welt. Er leistete einen wesentlichen Beitrag zur Entdeckung und scharf ausgeprägten Darstellung von Themen, die bis heute zum Grundbestand der Schachkomposition gehören. Zudem war er ein starker Schachspieler und soll sogar den späteren Weltmeister Wilhelm Steinitz in einer freien Partie geschlagen haben.

## Leben
Grimshaw war ein Sohn des Brauers, Gastwirts und späteren Tierarztes James Grimshaw und seiner Frau Mary. Die Familie zog bald nach Cleckheaton und in den 1840er Jahren nach Hightown in der Gemeinde Liversedge in West Yorkshire. Walter Grimshaw, der wenigstens sieben Geschwister hatte, verließ den elterlichen Haushalt früh, möglicherweise bereits als Vierzehnjähriger 1846, und machte eine Lehre als Pfandleiher bei John Wood in York. Dort lernte der junge Walter Grimshaw Henry Edwin Kidson kennen, der ebenfalls Lehrling bei einem Pfandleiher war und mit dem ihn eine lebenslange Passion für das Schachspiel verband. Spätestens 1855 zog Grimshaw nach Whitby und übernahm dort eine Pfandleihe.
Er heiratete 1861 in der Kirche St. Crux in York eine Tochter seines Lehrherrn, Mary Wood (oder Holliday). Zu den Trauzeugen gehörte sein Schachfreund Kidson. Das Paar lebte in Whitby. 1862 kam ihr Sohn Walter Edwin zur Welt. Im Kindbett nach der Geburt des zweiten Kindes, der Tochter Mary, starb Walter Grimshaws Frau 1868, auch die kleine Mary wurde nicht älter als neun Monate. 1878 heiratete er ein zweites Mal, seine zweite Frau hieß Jane Trattles und war eine recht wohlhabende Witwe. Walter Grimshaw lebte bis zu seinem Tod in Whitby. Er füllte dort verschiedene Ehrenämter aus, etwa im Town Improvement Board. 1883 wurde er Präsident der wohltätigen Vereinigung Whitby Christmas Beef Fund, die Spenden sammelte, um die Armen zu Weihnachten mit einem Braten zu versorgen. Etwa um diese Zeit hat er wohl seine Pfandleihe aufgegeben und wurde Privatier, der sein Geld hauptsächlich in Schiffe investierte (der erste Mann seiner zweiten Frau kam aus einer Schiffseignerfamilie).
Im Jahre 1890 soll Grimshaw unter Depressionen gelitten haben, möglicherweise im Zusammenhang mit verschiedenen Todesfällen im Familienkreis und mit einer Krankheit seiner Frau. Er wurde am 27. Dezember 1890 tot in seinem Schlafzimmer gefunden, mit einem Rasiermesser und einem Schnitt im Hals. Der Spruch der Totenschau lautete auf Suizid im Zustand geistiger Verwirrung. Walter Grimshaw liegt auf dem Larpool Lane Cemetery in Whitby begraben, zusammen mit seiner ersten Frau Mary und seiner Tochter Mary.

## Schach

### Problemschach
In ihrer Zeit als Lehrlinge in York entwickelten Grimshaw und Kidson, möglicherweise angeregt durch Charles Tomlinsons Schachspalte im Saturday Magazine, eine Vorliebe für das Schachspiel und insbesondere für Schachprobleme. Grimshaw begann um 1849, selbst Schachaufgaben zu veröffentlichen, zunächst vor allem in der von Howard Staunton besorgten Schachspalte der Illustrated London News. In Stauntons The Chess Player’s Chronicle, einer der ersten Schachzeitschriften der Welt, konnte er bereits 1850, also als Achtzehnjähriger, nicht weniger als zehn Schachkompositionen publizieren. In den Folgejahren erschienen seine Probleme dort regelmäßig, ebenso in anderen Zeitungen und Zeitschriften.
Grimshaw gewann einen Kompositionswettbewerb im Nachgang zum Schachturnier in London 1851, der als erstes Problemturnier der Schachgeschichte gilt. Die Idee für ein solches Turnier stammte von Staunton, sie fand aber zunächst nur wenig Unterstützung. Ein ambitionierter Versuch einer internationalen Ausschreibung Anfang 1852 scheiterte. Erst Anfang 1854 konnte die Idee in stark reduzierter Form umgesetzt werden. Wegen Finanzierungsproblemen (ausländische Problemkomponisten waren nicht bereit, eine Teilnahmegebühr zu bezahlen) musste sich der Wettbewerb auf britische Teilnehmer beschränken. Jeder Problemkomponist hatte eine Subskriptionsgebühr von einer Guinee zu entrichten und durfte dann acht Aufgaben einsenden, die von einem Preisrichtergremium bewertet wurden. Die Richter wählten jeweils die besten drei Probleme aus und erstellten eine Rangfolge. Grimshaw wurde einstimmig auf den ersten Platz gesetzt, vor Silas Angas, und gewann damit den Preis, ein Schachfigurenset aus Elfenbein. Eines der „besten Probleme des Siegers“ wurde mit dem ersten Bericht über das Turnier in The Illustrated London News gedruckt. Alle acht von Grimshaw eingesandten Probleme erschienen wenig später in The Chess Player’s Chronicle unter dem Titel „Mr. Grimshaw’s Prize Problems“.
Wegen dieses Erfolgs berief Johann Jacob Löwenthal Grimshaw 1856 in das Komitee zur Durchführung des Schachkompositionsturniers der Zeitschrift The Era. Er wurde in das Preisrichtergremium gewählt. Sein Urteil über den ersten und zweiten Preis ist in der deutschen Übersetzung von Löwenthals Turnierbericht nachzulesen; in Übereinstimmung mit der Mehrheit der Richter votierte er für die Einsendung von Conrad Bayer, die aufgrund der gekonnten Konstruktion dem Träger des zweiten Preises, Frank Healey, überlegen sei. Im August 1866 erhielt er den Problempreis des Schachturniers in Redcar. 1867 gewann er im internationalen Kompositionswettbewerb der British Chess Association den Preis für die beste britische Einsendung (in Höhe von 10 Pfund Sterling).

#### Die Grimshaw-Verstellung
Sein Name ist in der Schachkomposition noch heute ein Begriff dank der nach ihm benannten Schnittpunktkombination, der Grimshaw-Verstellung. Ausgangspunkt des klassischen „Grimshaw“ ist die folgende Situation: Zwei schwarze langschrittige Figuren ungleicher Zugweise, klassischerweise Turm und Läufer, haben Wirkungslinien, die sich in einem Punkt schneiden. Wenn eine dieser beiden Figuren gezwungen wird, diesen Schnittpunkt zu besetzen, wird die Wirkungslinie der anderen Figur unterbrochen, man spricht von „Verstellung“ oder Sperrung dieser Linie. Diese Verstellung kann der Weiße dann für seine Zwecke nutzen. Wird diese Verstellung nur für eine der beiden Figuren wirksam, spricht man von einem einwendigen Grimshaw; wenn sie alternativ für beide gezeigt wird (wechselseitige Verstellung), ist dies ein doppelwendiger Grimshaw. Typisch für den Grimshaw ist, dass nicht Weiß (wie beim Nowotny), sondern nur Schwarz den Schnittpunkt besetzt, es handelt sich um eine opferlose Verstellung.
|   | a | b | c | d | e | f | g | h |   |
| 8 |   |   |   |   |   |   |   |   | 8 |
| 7 |   |   |   |   |   |   |   |   | 7 |
| 6 |   |   |   |   |   |   |   |   | 6 |
| 5 |   |   |   |   |   |   |   |   | 5 |
| 4 |   |   |   |   |   |   |   |   | 4 |
| 3 |   |   |   |   |   |   |   |   | 3 |
| 2 |   |   |   |   |   |   |   |   | 2 |
| 1 |   |   |   |   |   |   |   |   | 1 |
|   | a | b | c | d | e | f | g | h |   |

|   | a | b | c | d | e | f | g | h |   |
| 8 |   |   |   |   |   |   |   |   | 8 |
| 7 |   |   |   |   |   |   |   |   | 7 |
| 6 |   |   |   |   |   |   |   |   | 6 |
| 5 |   |   |   |   |   |   |   |   | 5 |
| 4 |   |   |   |   |   |   |   |   | 4 |
| 3 |   |   |   |   |   |   |   |   | 3 |
| 2 |   |   |   |   |   |   |   |   | 2 |
| 1 |   |   |   |   |   |   |   |   | 1 |
|   | a | b | c | d | e | f | g | h |   |

|   | a | b | c | d | e | f | g | h |   |
| 8 |   |   |   |   |   |   |   |   | 8 |
| 7 |   |   |   |   |   |   |   |   | 7 |
| 6 |   |   |   |   |   |   |   |   | 6 |
| 5 |   |   |   |   |   |   |   |   | 5 |
| 4 |   |   |   |   |   |   |   |   | 4 |
| 3 |   |   |   |   |   |   |   |   | 3 |
| 2 |   |   |   |   |   |   |   |   | 2 |
| 1 |   |   |   |   |   |   |   |   | 1 |
|   | a | b | c | d | e | f | g | h |   |

|   | a | b | c | d | e | f | g | h |   |
| 8 |   |   |   |   |   |   |   |   | 8 |
| 7 |   |   |   |   |   |   |   |   | 7 |
| 6 |   |   |   |   |   |   |   |   | 6 |
| 5 |   |   |   |   |   |   |   |   | 5 |
| 4 |   |   |   |   |   |   |   |   | 4 |
| 3 |   |   |   |   |   |   |   |   | 3 |
| 2 |   |   |   |   |   |   |   |   | 2 |
| 1 |   |   |   |   |   |   |   |   | 1 |
|   | a | b | c | d | e | f | g | h |   |

Der Grimshaw ist eine der elementaren schwarzen Schnittpunktkombinationen. Weitere sind: der Nowotny, bei dem die Verstellung durch ein weißes Opfer im Schnittpunkt ausgelöst wird, der Plachutta, bei dem zwei schwarze Figuren gleicher Zugweise durch ein weißes Opfer im Schnittpunkt verstellt werden, und der „Wurzburg-Plachutta“ (siehe bei Otto Wurzburg), auch als „doppelwendiger Holzhausen“ bekannt (nach Walther Freiherr von Holzhausen), mit opferloser wechselseitiger Verstellung zweier gleichschrittiger schwarzer Steine.
Das „Stammproblem“ der Grimshaw-Verstellung, also die Fassung, die als Erstdarstellung gilt, hat Walter Grimshaw 1850 veröffentlicht.
|   | a | b | c | d | e | f | g | h |   |
| 8 |   |   |   |   |   |   |   |   | 8 |
| 7 |   |   |   |   |   |   |   |   | 7 |
| 6 |   |   |   |   |   |   |   |   | 6 |
| 5 |   |   |   |   |   |   |   |   | 5 |
| 4 |   |   |   |   |   |   |   |   | 4 |
| 3 |   |   |   |   |   |   |   |   | 3 |
| 2 |   |   |   |   |   |   |   |   | 2 |
| 1 |   |   |   |   |   |   |   |   | 1 |
|   | a | b | c | d | e | f | g | h |   |

Lösung:
Nahe liegt der Versuch 1. Df6 mit der Drohung 2. c4 matt. Schwarz reagiert, indem er die Deckungslinie der weißen Dame nach d6 unterbricht. Dazu muss er den Punkt e6 besetzen. Nach 1. … Le6 wäre der Schaden schon angerichtet: Der Läufer verstellt auf e6 die Deckungslinie des Turms nach e5, sodass Weiß mit 2. De5 mattsetzen kann. Aber 1. … Te6! widerlegt. Zwar verstellt nun der Turm im Schnittpunkt e6 die Deckungslinie des schwarzen Läufers nach d7 und c8, aber das kann Weiß nicht ausnutzen. Anders wäre das, wenn der schwarze Läufer auf der anderen Seite des Schnittpunkts stünde; dann wäre er nach 1. … Te6 von f5 abgeschnitten und das könnte Weiß nach einem Damenopfer nutzen. Um das zu ermöglichen, setzt Weiß im Schlüsselzug eine sogenannte kritische Lenkung des schwarzen Läufers ins Werk, erzwingt also einen Zug des Läufers über den Schnittpunkt hinweg:
1. La6–c8! droht 2. Dc5 matt.
1. … Lg4xc8 2. Dc3–f6 Te8–e6 3. Df6–d4+! Kd5xd4 4. Sd6–f5+ Kd4–d5 5. c2–c4 matt
2. … Lc8–e6 3. Df6–e5 matt.
Die Grimshaw-typische Verstellung ereignet sich im zweiten schwarzen Zug. Themasteine sind der schwarze Läufer c8 und der schwarze Turm e8. Ihre Wirkungslinien schneiden sich im Punkt e6. Besetzt der Turm den Punkt e6 (2. … Te8–e6), wird die Wirkungslinie des Läufers nach f5 unterbrochen (verstellt), Weiß kann dieses Feld im 4. Zug mit dem Springer besetzen, ohne dass dieser durch den Läufer c8 geschlagen werden kann. Besetzt der Läufer den Schnittpunkt, wird die Wirkungslinie des Turms nach e5 verstellt, es wird 3. De5 matt möglich. Damit handelt es sich um einen doppelwendigen Grimshaw, weil beide Themasteine sich wechselseitig im Schnittpunkt verstellen. Diese Verstellung geschieht opferlos, da Weiß den Schnittpunkt nicht betritt und dort keinen Stein opfert (das wäre beim Nowotny der Fall).
Ein zusätzlicher Wert der Aufgabe ist, dass die Ausgangssituation des Grimshaw nicht von vornherein gegeben ist. Erst nachdem der schwarze Läufer g4 über den Schnittpunkt e6 hinweg nach c8 gelenkt worden ist, was im ersten Zugpaar geschieht, kann der Schnittpunkt überhaupt genutzt werden. Es muss also zuerst ein kritischer Zug des Läufers erzwungen werden, bevor die Grimshaw-Verstellung greifen kann.
Johannes Kohtz und Carl Kockelkorn, die 1903 in ihrer „Schachstudie“ Das indische Problem die weißen und schwarzen Schnittpunkte systematisierten und nach ihren Erstdarstellern benannten, führten den Grimshaw-Schnittpunkt dort noch unter der Überschrift „Der namenlose Durchschnittspunkt“. Sie schrieben, sie hätten eine Erstdarstellung nicht ermitteln können, die Idee sei aber spätestens 1859 bereits in großer Zahl realisiert gewesen. Erst etwa ein halbes Jahr später wurden sie auf Grimshaws Aufgabe von 1850 aufmerksam und konnten damit dem Schnittpunkt einen Namen geben.
In der neudeutschen Schule der Schachkomposition werden Grimshaws oft mit vorgängigen kritischen Zügen angereichert, die den Schnittpunkt erst nutzbar machen. Ein bekanntes Beispiel für einen solchen Grimshaw mit kritischen Zügen ist das Schwalbe-Problem von Kohtz und Kockelkorn selbst, nach dem die Problemschachvereinigung Schwalbe benannt ist (siehe dort).

#### Zwei preisgekrönte Probleme
Zu den Kompositionen, mit denen Grimshaw das Kompositionsturnier von 1854 gewann, gehört die folgende Aufgabe, die mit Stauntons erstem Bericht über dieses Turnier im Druck erschien.
|   | a | b | c | d | e | f | g | h |   |
| 8 |   |   |   |   |   |   |   |   | 8 |
| 7 |   |   |   |   |   |   |   |   | 7 |
| 6 |   |   |   |   |   |   |   |   | 6 |
| 5 |   |   |   |   |   |   |   |   | 5 |
| 4 |   |   |   |   |   |   |   |   | 4 |
| 3 |   |   |   |   |   |   |   |   | 3 |
| 2 |   |   |   |   |   |   |   |   | 2 |
| 1 |   |   |   |   |   |   |   |   | 1 |
|   | a | b | c | d | e | f | g | h |   |

Lösung:
Weiß möchte mit 1. Lg8+ Kh8 2. Sf6! (droht Abzug des Lg8 mit Matt) gxf6 3. Lxf6 mattsetzen. Dabei stört jedoch die aktive schwarze Dame, die mit 2. … Da5+ dazwischenfunken könnte. Zunächst ist deshalb ein Damenopfer erforderlich: Sobald der Sd3 zieht, entsteht ein Abzugschach, das Schwarz zum Nehmen der weißen Dame zwingt und die schwarze Dame damit von der a-Linie ablenkt. Von den sechs möglichen Springerzügen führt nur einer zum Ziel, weil er zugleich die erste Reihe im Voraus für die schwarze Dame sperrt, um ihr ein späteres Schach auf e1 zu verwehren.
1. Sd3–c1+! Da1xb1 2. Le6–g8+ Kh7–h8 3. Sd5–f6!
und Matt im nächsten Zug, wie oben gezeigt. Zwar hat Schwarz nun ein Abzugschach: 3. … bxc1D+, doch der abziehende Läufer g8 kann dies mit Kreuzschach und Matt decken: 4. Lg8–b3 matt. Die Königsflucht nach g6 stellt kein Problem dar, weil sie regelmäßig mit Se7 quittiert wird, etwa bei 1. Sc1+ Dxb1 2. Lg8+ Kg6 3. Se7 matt.
Dass die Idee der Auswahl im ersten Zug nicht so leicht zu durchschauen ist, erhellt aus der 1855 erschienenen, sehr kritischen Besprechung des Redakteurs der renommierten Schachzeitung der Berliner Schachgesellschaft Otto von Oppen: Er hielt 1. S3f4+ für den Schlüssel, weil dieser Zug dem schwarzen König das letzte Fluchtfeld nimmt, und glaubte, dass deshalb „kaum ein Anfänger über 1. Sd3–f4 …  lange im Zweifel bleiben“ werde. Doch die Flucht über g6 muss gar nicht verhindert werden, und nach 1. S3f4+ Dxb1 2. Lg8+ Kh8 deckt die schwarze Dame nicht nur das Mattfeld g6, sondern hat auf 3. Sf6 auch das tödliche 3. … De1+! zur Verfügung.
Öfter nachgedruckt wurde ein zweites der Preisprobleme von 1854, etwa bei Henri Weenink oder in der Schweizerischen Schachzeitung, wo es als „Meisterstück“ bezeichnet wurde. 
|   | a | b | c | d | e | f | g | h |   |
| 8 |   |   |   |   |   |   |   |   | 8 |
| 7 |   |   |   |   |   |   |   |   | 7 |
| 6 |   |   |   |   |   |   |   |   | 6 |
| 5 |   |   |   |   |   |   |   |   | 5 |
| 4 |   |   |   |   |   |   |   |   | 4 |
| 3 |   |   |   |   |   |   |   |   | 3 |
| 2 |   |   |   |   |   |   |   |   | 2 |
| 1 |   |   |   |   |   |   |   |   | 1 |
|   | a | b | c | d | e | f | g | h |   |

Lösung:
Die auf den schwarzen König gerichtete Batterie Lc6-Td5 ist noch nicht schussbereit, weil der Turm beim Abzug die Deckung eines der Felder d4 und e5 aufgeben muss. Nahe läge daher 1. Sf3, wonach Matt durch Turmabzug auf der 5. Reihe droht (der Turm muss noch f5 im Auge behalten). Nach 1. … Kxf3! erobert sich der König jedoch das neue Fluchtfeld f2, das der abziehende Turm nicht decken kann. Das ist der Grund für den intuitiv kaum zu erratenden Schlüsselzug:
1. Tg1–f1! Droht zusätzlich 2. f3+ Ke3 3. Sf5, Sg2 matt.
1. … e2xf1D 2. Sh4–f3! Trotzdem! Nun droht wieder der Turmabzug auf der 5. Reihe, wogegen die beiden Damen gar nichts helfen, beispielsweise 2. … Dg1+, Dg2+ 3. Tg5 matt (Kreuzschach) oder 2. … Dc4, Db5, Dxf2 3. Te5 matt (Doppelschach).
Nur 2. … Ke4xf3 pariert, aber nun geht 3. Td5–d2 matt. Damit wird der Effekt des Schlüsselzugs erkennbar: Er hat durch Weglenkung des Be2 im Voraus eine Öffnung der 2. Reihe erzwungen, sodass der Versuch Sf3 nun durchschlägt, weil der abziehende Turm f2 decken kann. Der schwarze Bauer e2 war als Sperrstein auf der zweiten Reihe wertvoller als die Dame auf f1 mit all ihren aktiven Möglichkeiten.
Weitere Varianten: 1. … e2–e1S 2. Tf1xe1+ Da6–e2 3. Te1xe2 matt und vor allem 1. … f4–f3 2. Tf1–g1! Rückkehr zum Ausgangspunkt (in der Terminologie der Problemisten oft als Switchback bezeichnet). Schwarz hat erstaunlicherweise keine Verteidigung gegen 3. Tg1–g4 matt.
Dem konservativen Otto von Oppen, der den Stil von Philipp Stammas klassischen Schachaufgaben gegenüber den modernen britischen Problemen bevorzugte, erschien diese Komposition gekünstelt, d. h. nicht partiegemäß genug, und er veröffentlichte 1855 eine „ungekünstelte Lösung“ in der Berliner Schachzeitung. Leider war sie, wie Friedrich Capraez 1857 in der Schweizerischen Schachzeitung festhielt, „total falsch“: 1. Td3+ Ke5 2. Sg6+ Ke6 oder Kf5 3. Ld7. Er hatte übersehen, dass bei 2. … Kf5 nach dem Wegzug des Läufers 3. … Ke4! möglich ist.
Grimshaw galt neben Frank Healey als einer der besten Schachkomponisten der sogenannten Transition School Mitte des 19. Jahrhunderts, einer Periode, in der in rascher Folge, beginnend mit dem Indischen Problem, eine Reihe von grundlegenden Themen der Schachkomposition entdeckt und erstmals in scharf ausgeprägter Form zum Gegenstand von Schachproblemen gemacht wurde. Henri Weenink, der in den 1920er Jahren eine Geschichte der Schachkomposition schrieb, betonte das „breite Spektrum seiner künstlerischen Fähigkeiten“.

### Partieschach
Bereits für 1853 ist eine Partie Grimshaws im British Chess Review dokumentiert. Grimshaw gründete, vermutlich um das Jahr 1859, einen Schachklub in Whitby und blieb dessen Präsident bis zu seinem Tode. Er nahm an einer Reihe von Schachturnieren teil, meist in Yorkshire, und scheint ein recht guter Partiespieler gewesen zu sein. Es wurde sogar berichtet, dass er circa 1875 in London eine private Partie gegen den späteren Weltmeister Wilhelm Steinitz gewonnen habe. Steinitz räumte das zwar ein, bezeichnete die von einem Kiebitz notierte und Jahre später veröffentlichte Zugfolge aber als zusammengeschwindeltes Machwerk („bogus manufactured forgery“). Die Partie, um deren Echtheit es seit 1884 einen regelrechten Pressekrieg gab, taucht auch heute noch in Datenbanken auf, oft mit abgewandelten Zeit- und Ortsangaben (etwa in der Bigbase 2012: Wien 1872).